# Helena (Arkansas)
Helena – miasto w Stanach Zjednoczonych, w stanie Arkansas, w hrabstwie Phillips.